# Медді Зіглер
Медісон Ніколь (Медді) Зіглер (англ. Madison Nicole "Maddie" Ziegler; нар. 30 вересня 2002, Піттсбург) — американська танцюристка, акторка та модель. Найбільш відомою є за участю в телевізійному реаліті-шоу каналу Lifetime «ТанцеМамці», Dance Moms. Та кліпах австралійської співачки Sia.

## Ранні роки
Народилася в Піттсбурзі, Пенсильванія у сім'ї Меліси Зіглер-Гісоні (до шлюбу Суло) та Курта Зіглера. Батьки Медді розлучилися в 2011, коментуючи це тим, що емоційною та фінансовою платою за танці стала сім'я. Пізніше мати знову одружилася. Медісон має молодшу сестру — Маккензі, двох братів від попереднього шлюбу батька, та двох старших зведених сестер, має польське, німецьке та італійське коріння. До 2013 Зіглер відвідувала школу Слоун, потім навчалася вдома. Сьогодні вона зі своєю сім'єю проживає в Муррісвіллі, Пенсильванія.

## Кар'єра
Зіглер почала танцювати у 2 роки. Зараз вона займається в Abby Lee Dance Company. У 2011 була учасницею танцювального змагання на каналі CBS «Життя для танцю», але шоу зняли з ефіру, до виходу епізоду за її участю. Пізніше того ж року її мати отримала роль в реаліті-шоу каналу Lifetime «ТанцеМамці», телепрограму про щоденне життя молодих танцюристок з команди для елітних змагань Abby Lee Dance Company. У програмі Медді з'являється з мамою та сестрою Маккензі, яка також танцює. В 2013 Зіглер з'явилася у продовженні телепередачі — «Останнє танцювальне змагання Еббі».
В 2012 Зіглер зіграла роль Молодої Деб у програмі каналу Lifetime «Drop Dead Diva». Зіглер знімалася в багатьох музичних відео для співаків, в тому числі для Алекса Каліс (Alexx Calise), Сіа та Тодріка Голла. Кліп на пісню Сіа «Chandelier» отримав номінації на MTV Video Music Awards-2014 «Відео року» та «Найкраща хореографія», останню з яких виграв.
Зіглер знімалася для багатьох модних брендів одягу, таких як «Glitzy Girl» та «Purple Pixies». Знялася для обкладинки літнього випуску «Kode Magazine».
14 серпня 2014 року разом з деякими співучасниками шоу «Dance Moms» виступила у Тодрік Голл в рамках туру «Twerk Du Soleil».

## Благодійна діяльність
Медді Зіглер разом зі своєю матір'ю та сестрою співпрацюють з Starlight Children's Foundation.

## Фільмографія
| Рік     | Назва                               | Роль              | Примітки                                  |
| ------- | ----------------------------------- | ----------------- | ----------------------------------------- |
| 2011    | Live to Dance                       | себе              | Епізод не вийшов у ефір                   |
| 2011-16 | Dance Moms                          | себе              | Головна роль                              |
| 2012    | Drop Dead Diva                      | Молода Деб        | Запрошена гостя, епізоди 'Lady Parts'     |
| 2013    | Abby's Ultimate Dance Competition   | себе              | Запрошена гостя, епізод «Боги та смертні» |
| 2014    | The Ellen DeGeneres Show            | себе              | Запрошена гостя, епізоди 11-160           |
| 2014    | Jimmy Kimmel Live!                  | себе              | Запрошена гостя, епізоди 12-95            |
| 2014    | Late Night with Seth Meyers         | себе              | Запрошена гостя, епізоди 1-57             |
| 2016    | Балерина                            | Каміль Ле Гот     | голос                                     |
| 2017    | Книга Генрі                         | Крістіна Сікльман |                                           |
| 2020    | Усім хлопцям: P.S. Я досі вас кохаю | чірлідерша        | камео                                     |
| 2021    | Наслідки                            | Міа               |                                           |
| 2021    | Вестсайдська історія                | Велма             |                                           |
| Н/Д     | Балерини в драйві                   |                   |                                           |